# Alexander McQueen (futbolista)
Alexander Luke Nathanial McQueen (Romford, Inglaterra, Reino Unido, 24 de marzo de 1995) es un futbolista profesional inglés que juega como lateral. Nacido en Inglaterra, McQueen representa a la Selección de fútbol de Granada a nivel internacional.

## Trayectoria

### Primeros años
McQueen comenzó su carrera en la Academia Tottenham Hotspur, pero los Spurs lo liberaron en 2015 sin hacer una aparición en el primer equipo en White Hart Lane durante su año como profesional .

### Carlisle United
Firmó un contrato de un año con el Carlisle United de la Liga Dos en junio de 2015. Hizo su debut con los "Cumbrians" el 11 de agosto, en una victoria por 3-1 en la primera ronda de la Copa de la Liga sobre Chesterfield en Brunton Park. Después de vencer a los Queens Park Rangers por 2-1 en la segunda ronda de la Copa de la Liga, McQueen fue una parte integral del equipo de Carlisle que logró llevar al Liverpool a la tanda de penaltis en la tercera ronda de la competencia. A pesar de perder por poco un lugar en la cuarta ronda de la Copa de la Liga, la actuación de McQueen en Anfield fue recompensada al ser nombrado en el Equipo de la Ronda. A McQueen se le ofreció un nuevo contrato al final de la temporada 2015-16, pero finalmente lo rechazó el 15 de agosto de 2016.
Después de no poder encontrar un nuevo club, McQueen entrenó con Carlisle en septiembre de 2016, antes de volver a unirse al equipo con sede en Cumbria el 1 de diciembre de 2016, con un contrato de un mes.

### VPS
El 16 de abril de 2018, McQueen se unió al VPS finlandés a pesar de haber firmado un contrato de un año con PS Kemi un mes antes. El contrato incluía un período de prueba de un mes en el que el contrato no continuaba después del período de prueba.

### Dagenham & Redbridge
El 9 de agosto de 2018, McQueen regresó al fútbol inglés para firmar con el Dagenham & Redbridge de la Liga Nacional con un contrato vigente hasta enero de 2019. Hizo su debut con los Daggers dos días después en el empate 2-2 con Maidenhead United, anotando su primer gol profesional y el empate, poco después de reemplazar a Chike Kandi en la segunda mitad. McQueen jugó 64 veces para Daggers en todas las competiciones durante dos temporadas, anotando seis goles. Fue liberado al final – la temporada 2019-20.

### Barnet
McQueen fichó por Barnet el 24 de septiembre de 2020. Dejó el club después de hacer 37 apariciones en su única temporada con los Bees.

### Indy Eleven
El 10 de diciembre de 2021, se anunció que McQueen se uniría al Indy Eleven del campeonato de la USL antes de la temporada 2022. McQueen hizo su debut con Indy el 12 de marzo de 2022, en una derrota por 1-0 ante Loudoun United FC .

## Estilo de juego
Capaz de jugar tanto en la posición de lateral como en el de centrocampista, es un jugador ambidiestro, atlético y rápido.

## Selección nacional
McQueen hizo su debut internacional con la selección de fútbol de Granada en un amistoso 2-2 con la selección de fútbol de Trinidad y Tobago el 12 de noviembre de 2017. McQueen anotó su primer gol para los Spice Boys el 4 de junio de 2022, durante una derrota por 3-1 en la Liga de Naciones de CONCACAF ante El Salvador.

## Estadísticas

### Club
| Club                 | Temporada | Liga            | Liga     | Liga  | Copa Nacional | Copa Nacional | Copa de liga | Copa de liga | Otro     | Otro  | Total    | Total |
| Club                 | Temporada | División        | Partidos | Goles | Partidos      | Goles         | Partidos     | Goles        | Partidos | Goles | Partidos | Goles |
| -------------------- | --------- | --------------- | -------- | ----- | ------------- | ------------- | ------------ | ------------ | -------- | ----- | -------- | ----- |
| Tottenham Hotspur    | 2013–14   | Premier League  | 0        | 0     | 0             | 0             | 0            | 0            | 0        | 0     | 0        | 0     |
| Tottenham Hotspur    | 2014–15   | Premier League  | 0        | 0     | 0             | 0             | 0            | 0            | 0        | 0     | 0        | 0     |
| Tottenham Hotspur    | Total     | Total           | 0        | 0     | 0             | 0             | 0            | 0            | 0        | 0     | 0        | 0     |
| Carlisle United      | 2015–16   | League Two      | 21       | 0     | 1             | 0             | 3            | 0            | 1        | 0     | 26       | 0     |
| Carlisle United      | 2016–17   | League Two      | 4        | 0     | 0             | 0             | 0            | 0            | 1        | 0     | 5        | 0     |
| Carlisle United      | Total     | Total           | 25       | 0     | 1             | 0             | 3            | 0            | 2        | 0     | 31       | 0     |
| PS Kemi              | 2018      | Veikkausliiga   | 0        | 0     | —             | —             | —            | —            | —        | —     | 0        | 0     |
| VPS                  | 2018      | Veikkausliiga   | 10       | 0     | —             | —             | —            | —            | —        | —     | 10       | 0     |
| Dagenham & Redbridge | 2018–19   | National League | 35       | 5     | 1             | 0             | —            | —            | 2        | 0     | 38       | 5     |
| Dagenham & Redbridge | 2019–20   | National League | 23       | 1     | 1             | 0             | —            | —            | 2        | 0     | 26       | 1     |
| Dagenham & Redbridge | Total     | Total           | 58       | 6     | 2             | 0             | —            | —            | 4        | 0     | 64       | 6     |
| Barnet               | 2020–21   | National League | 34       | 1     | 2             | 0             | —            | —            | 1        | 0     | 37       | 1     |
| Total                | Total     | Total           | 127      | 7     | 5             | 0             | 3            | 0            | 7        | 0     | 142      | 7     |

### Selección nacional
| Selección | Año   | Partidos | Goles |
| --------- | ----- | -------- | ----- |
| Granada   | 2017  | 1        | 0     |
| Granada   | 2018  | 1        | 0     |
| Granada   | 2019  | 4        | 0     |
| Granada   | 2021  | 2        | 0     |
| Total     | Total | 8        | 0     |

| N.º | Fecha              | Lugar                                        | Adversario  | Gol  | Resultado | Competencia                       | Ref.   |
| --- | ------------------ | -------------------------------------------- | ----------- | ---- | --------- | --------------------------------- | ------ |
| 1.  | 4 de junio de 2022 | Estadio Cuscatlán, San Salvador, El Salvador | El Salvador | 1 –1 | 1 –3      | Liga de Naciones CONCACAF 2022-23 | [ 18 ] |